# Patricio Montojo y Pasarón
Patricio Montojo y Pasarón (Ferrol, 7 de septiembre de 1839-Madrid, 30 de septiembre de 1917) fue un almirante de la Marina española, recordado por su participación en la batalla de Cavite en 1898, decisiva en la guerra hispano-estadounidense.

## Biografía
Nacido en la localidad gallega de Ferrol, era hijo de Patricio Montojo y Albizu y de María Josefa Pérez-Pasarón y Rodríguez-Trelles. Estudió en la Escuela Naval de Cádiz, en la que obtuvo el título de Guardiamarina en 1855. Hacia 1860 llegó a ser subteniente y luchó contra los moros de Mindanao en las Filipinas antes de regresar a España en 1864. Montojo combatió en el combate de Abtao y en la batalla de El Callao bajo las órdenes del almirante Casto Méndez Núñez contra el Perú. Fue ascendido al rango de capitán de navío en 1873. Sus nuevos deberes incluyeron el comandar varios navíos de guerra en la Estación naval de La Habana, así como los del Río de la Plata. 
Montojo regresó a la Filipinas de nuevo como contraalmirante, sirviendo como comandante general de todas las estaciones navales de Filipinas. Al estallar la guerra hispano-estadounidense, Montojo estuvo al mando de la escuadra española que fue destruida por el Escuadrón asiático de los Estados Unidos en la batalla de Cavite, el 1 de mayo de 1898. Montojo resultó herido en esta batalla, en la que uno de sus hijos también participó.
Las fuerzas navales estadounidenses, bajo las órdenes del comodoro George Dewey, vencieron a la Flota Española del Pacífico en la bahía de Manila, como ya había anticipado Montojo que ocurriría, en donde la mayoría de las naves españolas fueron hundidas u obligadas a rendirse. Montojo, para contrarrestar el poco alcance de los cañones de los buques españoles, ordenó sacar del agua algunas naves y llenar sus cañones de metralla pesada para conseguir así multiplicar el efecto de los disparos. Cuentan las crónicas de la época que al ver Montojo la inminencia del fracaso en la batalla, mandó quemar y hundir el resto de las naves que aún se encontraban a flote para impedir que fueran tomadas por los americanos. 
En septiembre de 1898, Montojo fue relevado de sus deberes y se le ordenó comparecer ante el Tribunal Militar supremo en Madrid el 1 de noviembre de 1898. En marzo de 1899 fue juzgado y encarcelado, aunque más tarde, absuelto. Entre sus muchos defensores en el consejo de guerra se encontraba el que fuera su enemigo, el almirante George Dewey. Sin embargo, y a pesar de su absolución, Montojo fue dado de baja de la Fuerza Naval Española. Montojo hizo saber al Gobierno en varias ocasiones el precario estado de su flota, sin recibir respuesta en ninguna de las ocasiones.
El comandante americano George Dewey llegó a reconocer a Montojo que, a pesar de la antigüedad de los barcos españoles, supo defenderse muy bien con los pocos medios de los que disponía.
Gran parte de su descendencia, en cualquiera de sus ramas, ha seguido la tradición familiar, llegando a haber entre ella grandes marinos y oficiales de tierra relevantes en distintas épocas de la historia de España. En la actualidad los descendientes del almirante George Dewey  y los del almirante Montojo que siguen con la tradición militar de sus familias siguen manteniendo el trato amistoso que establecieran sus antepasados.
Montojo se casó tres veces. La primera, con María Martínez de Valdivieso, la segunda, con María Martínez y Viñalet —sin descendencia— y la tercera, con Carmen Alemán.

## Telegrama del almirante Montojo
Texto del comunicado telegráfico que el almirante Montojo envió al ministro de Marina, Bermejo, en el que da cuenta de la derrota naval de Filipinas:

Tengo el sentimiento de poner en el conocimiento de V. E. que la Escuadra de Filipinas ha sido destruida por la americana. A medianoche del día de ayer, consiguió forzar el puerto sosteniendo fuego con las baterías de entrada. Antes del amanecer se presentó en línea la escuadra enemiga compuesta de ocho buques. A las siete y media incendió proa «Reina Cristina», poco después la popa y roto el servomotor, transbordé con mi Estado Mayor al «Cuba». A las ocho, incendiado completamente «Cristina», igualmente «Castilla»; demás buques averiados, refugiados ensenada Bacoor, fue preciso ir echándolos a pique para evitar cayeran en poder enemigo. A éste pidióle comandante general del Arsenal cesara bombardeo; puso condición quemar los buques; me consultó y acepté para evitar más pérdidas de vidas y edificios. Se calcula que las pérdidas ascenderán a unas 400 bajas; muertos Capitán de Navío Cadarso, capellán Novo y otros. Ha sido un desastre que lamento profundamente. Lo presentí y anuncié siempre por la falta absoluta de fuerzas y recursos.
Patricio Montojo y Pasarón. Manila, a primero de mayo de 1898.